# Уключина
Уклю́чина — элемент лодки, шлюпки и других видов гребных суден, размещаемый на кромке борта, и предназначенный для создания упора весла во время гребли.
Типичная уключина состоит из двух частей — собственно уключины в виде стержня с развилкой для весла, и подуключины с отверстием, прикрепляемой к борту.

## История
Слово «уключина», возможно, восходит к общеиндоевропейскому корню klēu-/klāw- с значениями «крюк», «ключ». В древнерусском языке уключина обозначалась словом «ключь»; так, князь Олег требовал с Византии дань «по 12 гривен на ключь», уключина здесь — символ русской ладьи.
В наиболее древних лодках при гребле было необходимо держать весло в руках. Шарнирное крепление весла к судну, уключина, стало важным техническим усовершенствованием, позволившим дальнейшее развитие речного и морского транспорта через увеличение размеров весла и гребного судна, вплоть до гребных галер.
Простейший вид уключины — вбитый в борт либо прибитый к борту лодки колышек.
Старейший вид уключин на крупных судах — колышки или ременные петли, укрепленные напрямую на борту, или на брусе, проходившем по краю борта (планшире). Весло могло крепиться к колышку кожаной петлей. Крепление уключин на планшире на некотором расстоянии от борта (например, около 0.6 м на либурне) позволяло при узком корпусе и низком борту сохранять длинное весло. Помимо крепления обычных весел, уключина использовалась и для крепления рулевого весла (руля).

## Устройство
Существуют различные типы уключин: вырезы в борту (полупортики), или же вилки (рогатки), вращающиеся на вертикальном штыре, вставленном в специальное гнездо, подуключину. В таких уключинах весла вращаются, как в гнезде. Другие типы уключин — колышек с ременной или веревочной петлей (гужем), или с другим способом крепления весла; либо петля, закрепленная в отверстии в борту; либо два колышка, функционирующие, как вырез в борту. У уключины с развилкой форма развилки может быть любой, например, несимметричной или замкнутой в кольцо; наиболее распространена Y- или U-образная форма; весло может быть закреплено в развилке осью-заклепкой. Уключины устанавливаются либо непосредственно на борту лодки, либо снаружи от него — на брусе, проходившем по наружному краю борта (планшире) или на выносном кронштейне —аутригере (при этом гребное судно также именуют аутригером или гигом).
В «Толковом словаре живого Великорусского языка» В. И. Даля колышки, используемые для устройства уключины по одному, с креплением весла петлей-гужем, либо по два, когда весло вкладывается между ними, именуются колочками или кочетками.
То место весла, которое вкладывается в уключину, может дополнительно укрепляться, например — обшиваться кожей. Уключина-развилка, помимо крепления к подуключине, может дополнительно крепиться к борту, чтобы предотвратить потерю. Вырезы в бортах могут оковываться, обычно латунью.
Уключины в бортах характерны для различных видов транспортных лодок, шлюпок; у спортивных лодок уключины обычно устанавливаются на кронштейнах за бортом. У каноэ и байдарок уключины отсутствуют. Наличие уключин у лодки является определяющим признаком для уключинного гребного спорта, в частности — академической гребли.
Уключины могут выполняться как из дерева, так и из металла. В последнее время более распространено их изготовление из различных устойчивых к коррозии сплавов, а также из пластика.
На уключинах, предназначенных для судового руля, должен быть обязательно предусмотрен предохранительный зажим, чтобы руль сохранял своё положение. Если в процессе гребли весло выпадет из уключины, для лодки возникает опасность опрокидывания.
Уключины на современных гребных лодках могут быть тем или иным образом «подстроены» под нужды конкретных гребцов (например, может иметь место возможность регулировки высоты уключины в зависимости от веса гребца).
- С кольцом
- С двумя колышками
- Выносная уключина на лодке для академической гребли (аутригер)

- Старинные виды
- Уключина с вырезом в борте (полупортик[2])
- Полупортик в фальшборте[2]
- Уключина с петлей (гужем)
- Уключина с колышком (нагелем) используется на рыбачьих лодках[2]
- Уключина сложной формы на гондоле

## В геральдике
Ряд финских, норвежских и иных муниципалитетов (общин, коммун) имеют изображение уключин на своих гербах.
- Уключина на гербе общины Хайлуото.
- Уключины на гербе коммуны Радёй.
- Уключина на гербе общины Ханкасалми.
- Уключина на гербе коммуны Фуснес.
- Уключины на гербе коммуны Хьёме.